# Macdonald River
Macdonald River är ett vattendrag i Australien. Det ligger i delstaten New South Wales, i den sydöstra delen av landet, omkring 57 kilometer norr om delstatshuvudstaden Sydney.
I omgivningarna runt Macdonald River växer i huvudsak städsegrön lövskog. Runt Macdonald River är det ganska tätbefolkat, med 207 invånare per kvadratkilometer. Genomsnittlig årsnederbörd är 1 286 millimeter. Den regnigaste månaden är februari, med i genomsnitt 201 mm nederbörd, och den torraste är juli, med 36 mm nederbörd.